# Gallotia stehlini
Espèce
Synonymes
- Lacerta galloti var. stehlini Schenkel, 1901

Statut de conservation UICN

 CR  : 
En danger critique
Gallotia stehlini est une espèce de sauriens de la famille des Lacertidae.

## Répartition

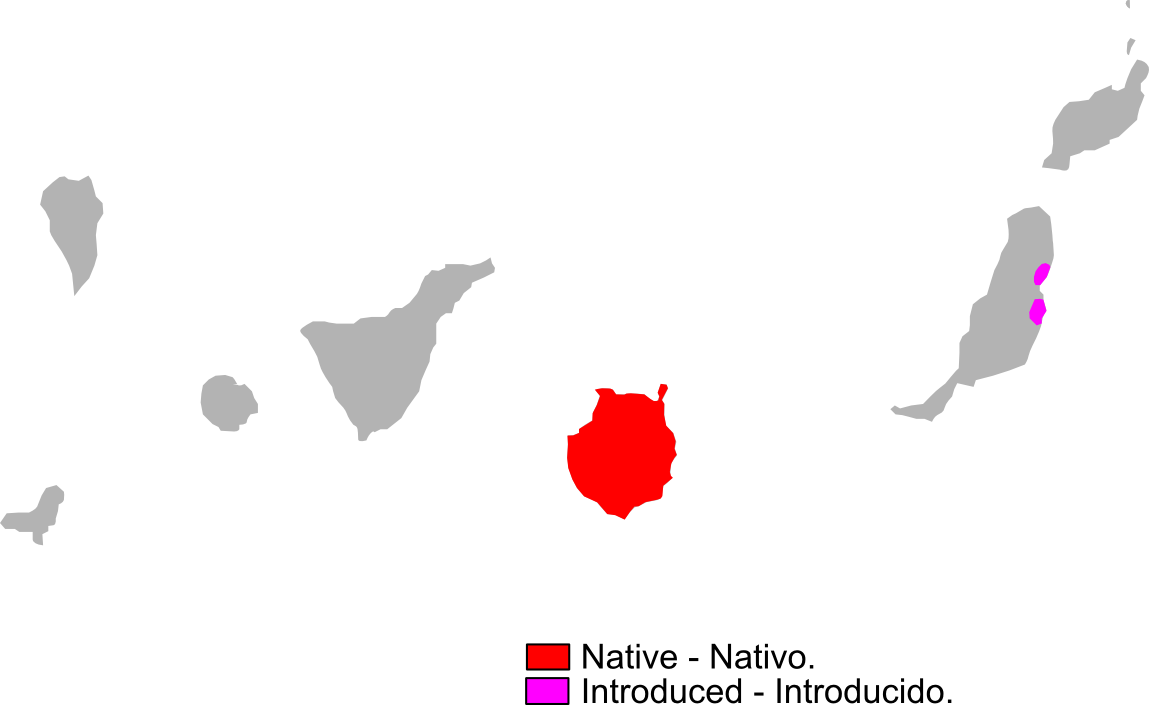
Distribution

Cette espèce est originellement endémique de la Grande Canarie aux îles Canaries.
Elle a été introduite à Fuerteventura.

## Habitat
Elle vit dans des zones arbustives tempérées, dans des pâturages on dans des zones rocheuses, y compris les côtes. Elle se rencontre jusqu'à 1 850 m d'altitude.

## Description

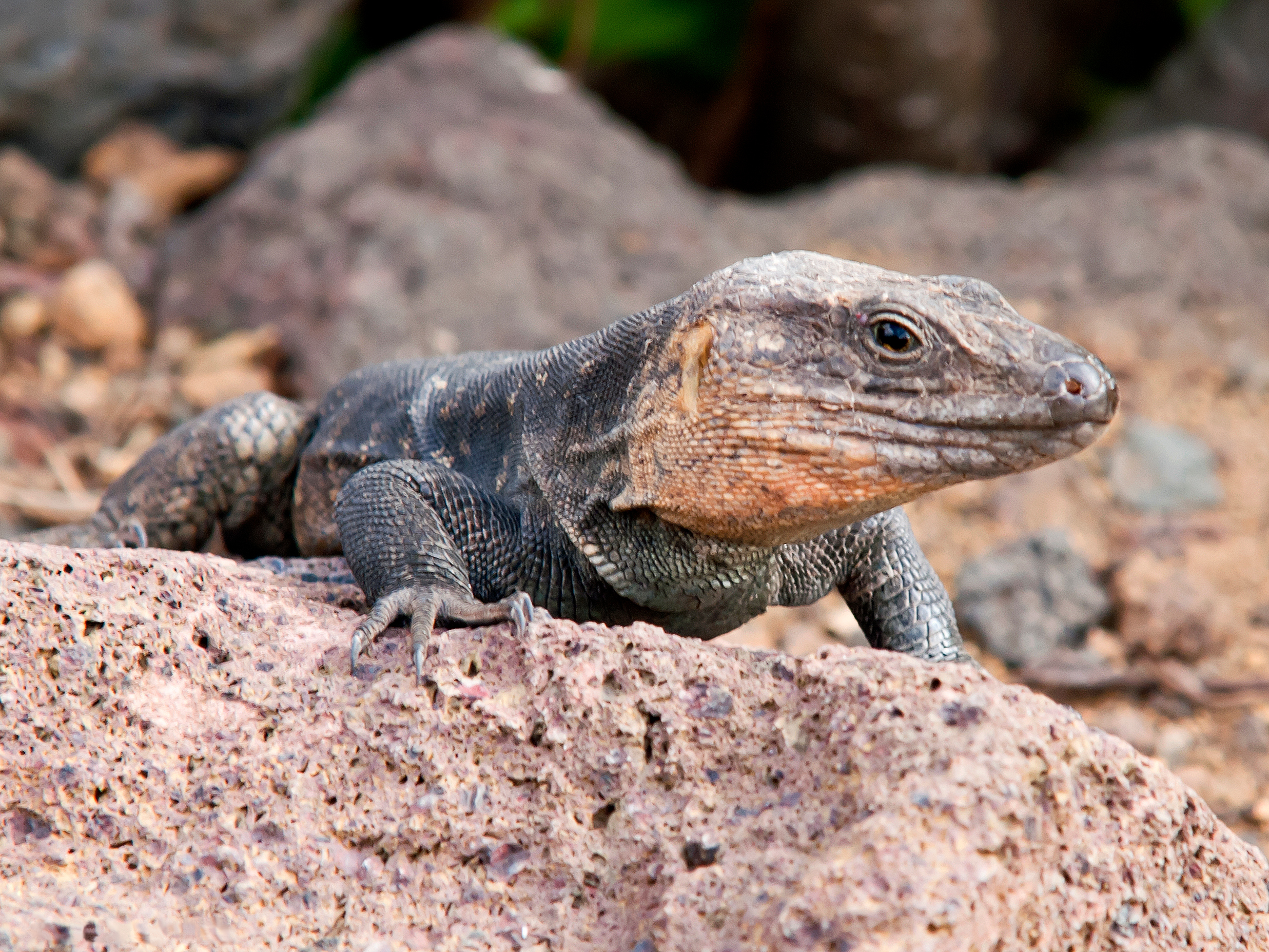
Gallotia stehlini

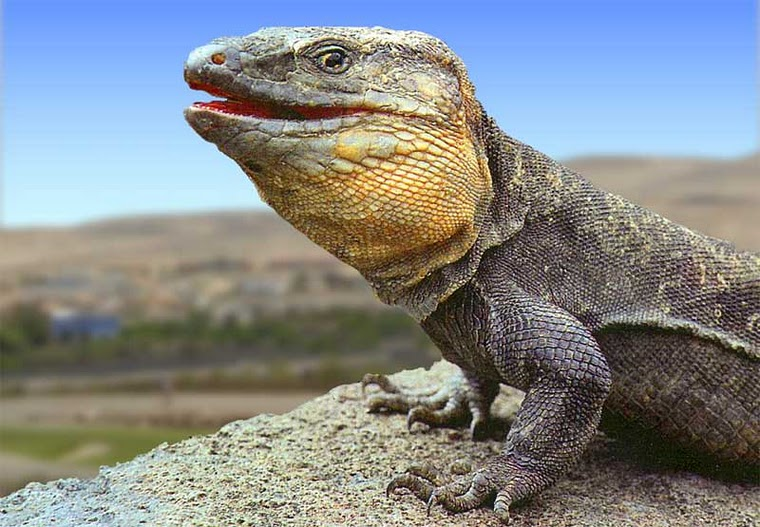
Gallotia stehlini

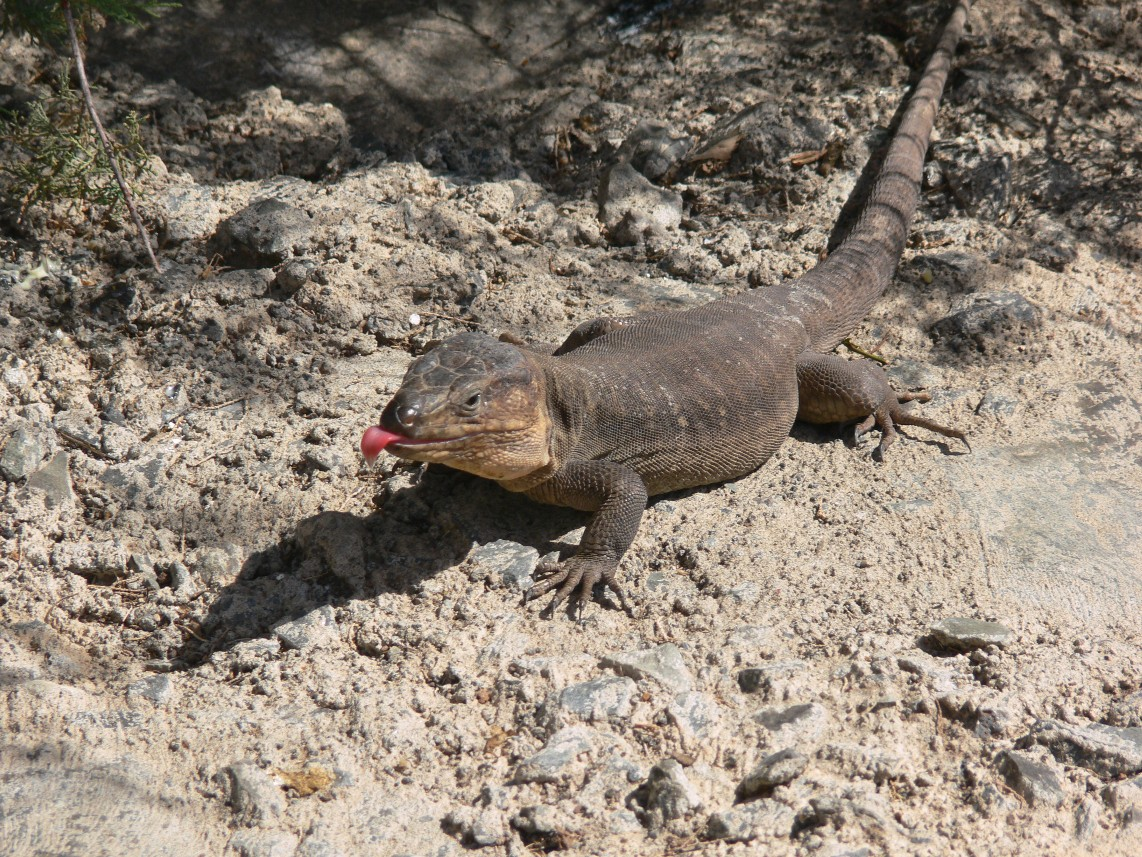
Gallotia stehlini

Ce lézard peut atteindre 80 centimètres.

## Étymologie
Cette espèce est nommée en l'honneur d'Hans Georg Stehlin (1870-1941).

## Publication originale
- Schenkel, 1901 : Achter Nachtrag zum Katalog der herpetologischen Sammlung des Basler Museums. Verhandlungen der Naturforschenden Gesellschaft in Basel, vol. 13, p. 142-199 (texte intégral).